# Церква Зачаття Святої Анни (Підбереззя)
Церква Зачаття Святої Анни — чинна дерев'яна церква, пам'ятка архітектури національного значення (охоронний №106/1), у селі Підбереззя на Горохівщині. Парафія Зачаття праведною Анною Пресвятої Богородиці належить до Горохівського благочиння Волинської єпархії Православної церкви України. Престольне свято — 22 грудня.

## Розташування

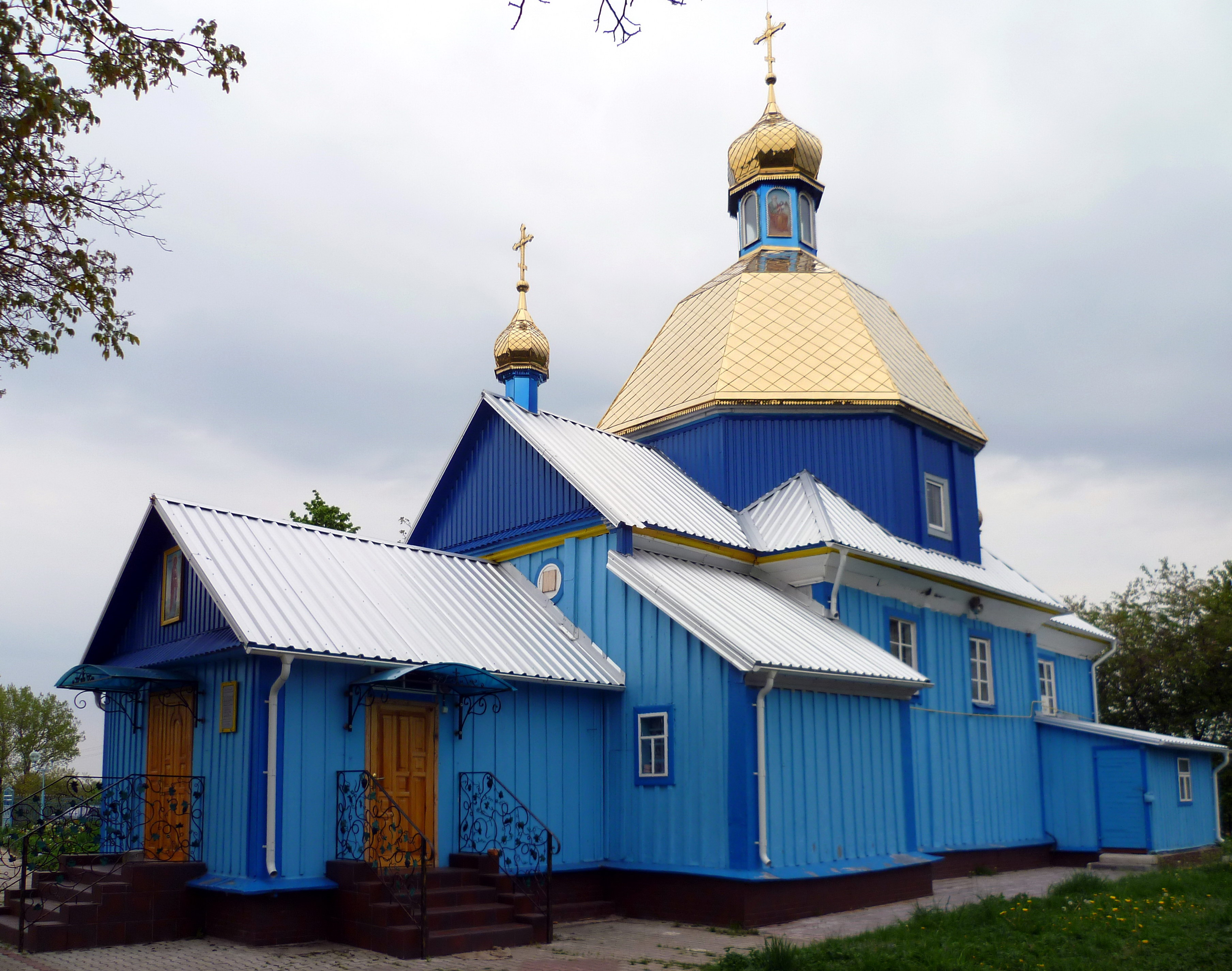

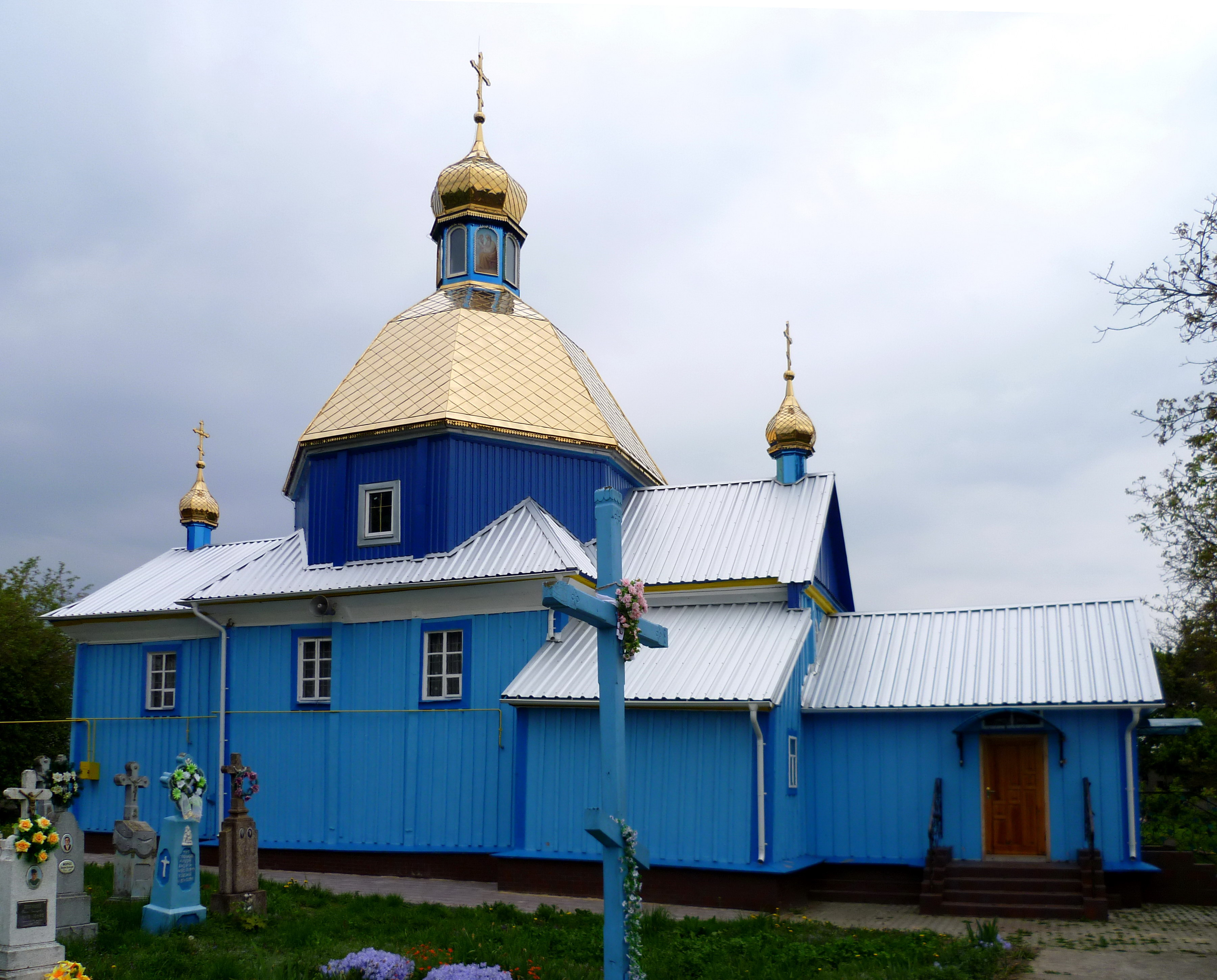

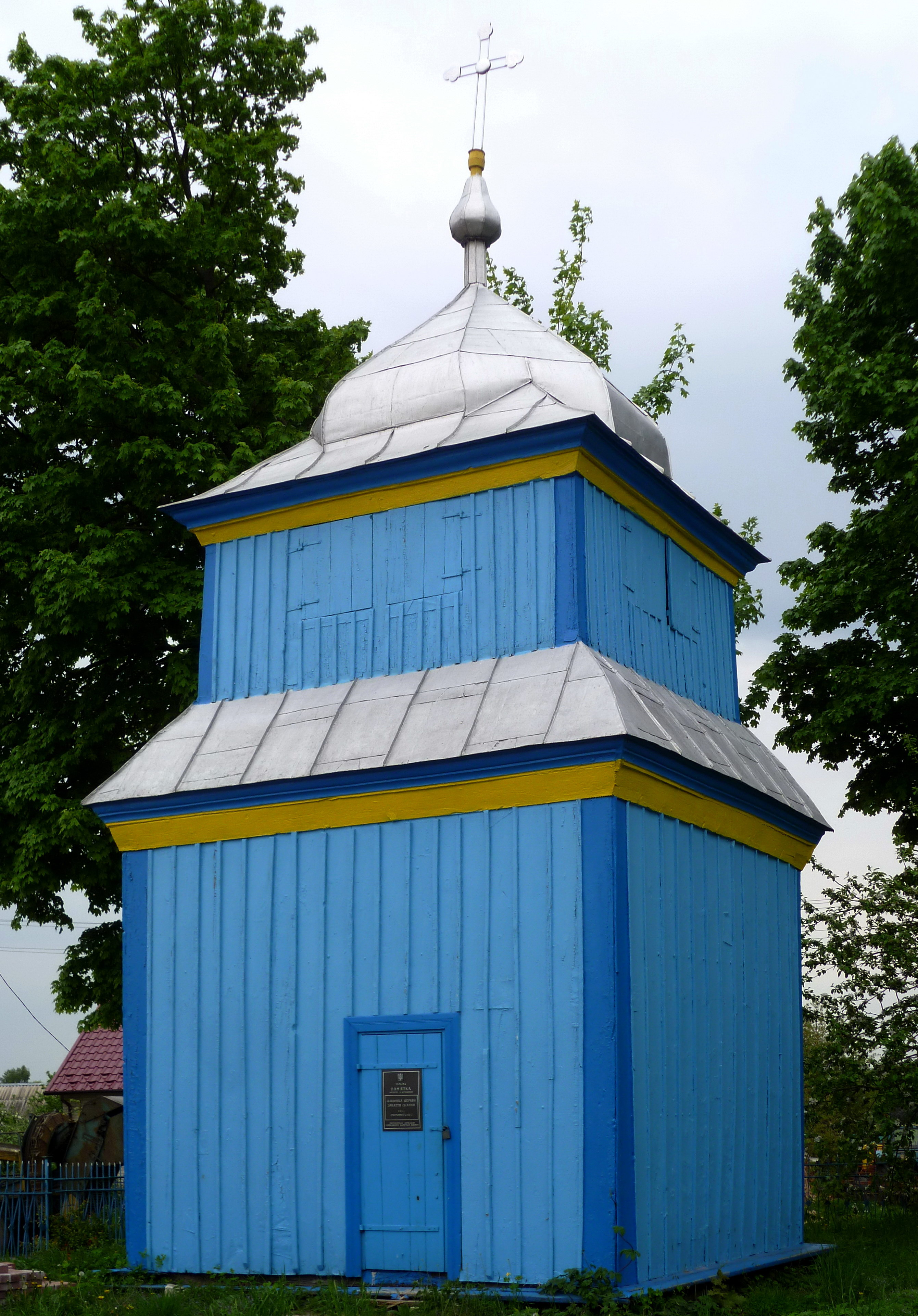

Церква знаходиться у центральній частині села Підбереззя, на просторій та рівній ділянці біля забудови. 

## Історія
Церква Зачаття Святої Анни була збудовано та освячено у 1645 році. У ХІХ ст церкву було відемонтовано. 
Підберезівська церковна громада після проголошення Незалежності України увійшла до УАПЦ. Нині ж парафія належить до Православної церкви України. 
З 2005 року при церкві діє парафіяльна недільна школа. У 2015-2016 навчальному році в школі було 15 вихованців.

### Настоятелі церкви
- священик Микола Турчановський (1920—1936);
- священик Іван Концевич (1936—1941, розстріляний в луцькій в'язниці 22 червня 1941 року);
- протоієрей Микола Рижковський (1941—1987);
- протоієрей Гаврило Братащук (1987—1990)
- протоієрей Йосип Стецюк (1990—1995);
- протоієрей Михайло Ковальчук (1995—1998);
- протоієрей Василь Ревага (з 1998)

Біля церкви поховано протоієрей Миколу Рижковського.

## Архітектура
Церква дерев'яна, невелика, з трьома рівновисокими зрубми на кам'яному фундаменті, завершена масивною банею із заломом на восьмерику нави. Всі обсяги церкви поступово нарощуються до центру і у висоту, що створює пірамідальний по композиції силует. 
До основної конструкції церкви добудували чотири приміщення: по осі церкви добабинця — присінок, з півночі та півдня - також прибудови, з півдня до вівтаря — ризниця. Звертають увагу розмальовані стіни ліхтаря, який вінчає верх нави. 
У церкві зберігся живопис та різьблення XIX-XX ст. 

### Дзвіниця
З півночі від церкви розташована приземкувата двоярусна дзвіниця (пам'ятка архітектури національного значення (охоронний №106/2), четверики на четверику, яку було зведено одночасно з церквою. 
Біля дзвіниці збереглися багато надмогильних пам'ятників.